# Genoa (Nebraska)
Genoa – miasto w Stanach Zjednoczonych, w stanie Nebraska, w hrabstwie Nance.